# Fosse no 1 des mines d'Auchy-au-Bois
La fosse no 1 de la Compagnie des mines d'Auchy-au-Bois est un ancien charbonnage du Bassin minier du Nord-Pas-de-Calais, situé à Lières. Le fonçage du puits commence en avril 1856 et la fosse commence à extraire en 1859. Le gisement étant limité, un bure d'une hauteur de 80 mètres est entrepris en 1867 et 1868 à 488 mètres du puits, permettant de créer deux accrochages supplémentaires. Les déchets de l'extraction forment le terril no 203. L'extraction est arrêtée en avril 1881 et le puits serrementé en 1884, deux ans avant la mise en liquidation de la compagnie. Le terril a été exploité.
Au début du XXIe siècle, Charbonnages de France matérialise la tête du puits no 1, il ne subsiste rien de la fosse.

## La fosse

### Fonçage
La fosse no 1 est commencée en avril 1856 à Lières, près du chemin de Fromenel, à un kilomètre et demi de la limite commune avec la concession de Ferfay. Le puits, d'un diamètre de quatre mètres,, rencontre le terrain houiller à 141,48 mètres, et le calcaire carbonifère à 201 mètres, il n'a donc traversé que soixante mètres de strates houillères avant de toucher le calcaire,. Il est placé sur la lisière nord du bassin, à une centaine de mètres seulement de l'affleurement dont la position n'est alors pas exactement connu. La cote de l'orifice du puits est à 84 mètres par rapport au niveau de la mer.

### Exploitation
Des accrochages sont établis à 159 et 194 mètres, 162 et 196 mètres d'après Soubeiran,. L'exploitation commence en 1859. Le fonçage du puits est alors arrêté à la profondeur de 201,34 mètres, par crainte des venues d'eau. Une petite quantité d'eau est venue, insignifiante, mais elle ne s'est pas tarie. Un puits intérieur à 488 mètres au sud de la fosse qui exploite jusqu'à la profondeur de 267 mètres est exécuté en 1867 et 1868, à partir de l'étage de 196 mètres. Ce grand bure de 80 mètres de hauteur verticale a permis la création de deux faux niveaux d'exploitation, à 241 et 270 mètres de profondeur.

### Relations entre la fosseno1 et la fosseno2

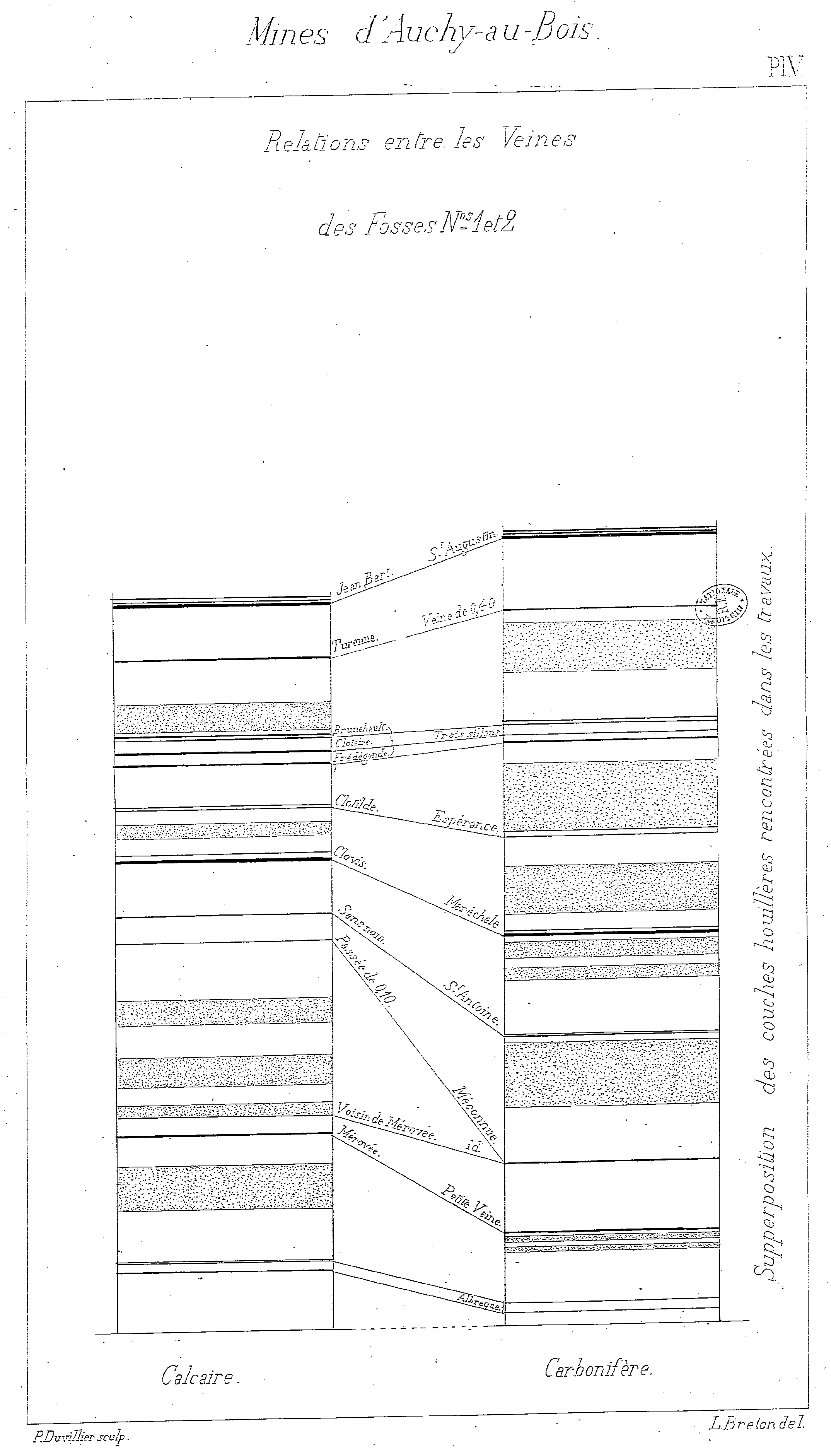
Relations entre les veines des fosses nos 1 et 2.

Dans plusieurs mines du Pas-de-Calais, telles que la fosse no 2 à Billy-Montigny et no 3 à Méricourt (Compagnie de Courrières), nos 1 et 4 à Lens (Compagnie de Lens), les fosses sont communiquées par une galerie dans la même veine, on a un point de départ pour relier entre elles les veines supérieures à cette veine et celles inférieures ; mais la grande distance de 1 940 mètres qui sépare les deux premières fosses d'Auchy-au-Bois, ne permet pas d'attendre que cette communication soit établie pour relier entre eux les deux faisceaux de veines en exploitation au no 1 et au no 2. Il a fallu chercher une autre base de comparaison.
Le calcaire carbonifère sur lequel repose la formation houillère est rencontré à la fosse no 1, dans le puits même, à 201 mètres de profondeur ; à la fosse no 2, à 205 mètres au nord du puits, dans la galerie à travers bancs, niveau de 395 mètres. Les deux cents premiers mètres de terrain houiller à la fosse no 1 sont parfaitement connus, ils comprennent les différentes couches, depuis le calcaire jusqu'à la veine Saint-Augustin ; les deux cents premiers mètres, à la fosse no 2, sont aussi bien connus ; ils comprennent les couches depuis le calcaire jusqu'à la veine Jean-Bart. Pour comparer entre elles ces deux épaisseurs de terrain houiller, explorées à 1 940 mètres de distance, l'hypothèse est que le calcaire, qui forme la base du terrain houiller, est au même niveau aux deux fosses quand la formation houillère a commencé.
En partant donc du calcaire et mettant en regard dans deux colonnes séparées toutes les couches, soit de grès, soit de schistes, soit de houille, on remarque un ordre presque parfait de formation ; les alternances sont les mêmes à chaque fosse, les épaisseurs de chaque dépôt sont seulement variables, mais la variation n'est pas tellement grande. Du reste, quand on suit une exploitation dans deux veines superposées, on observe ces différences de distance, et à plus forte raison quand les points de comparaison sont éloignés de près de 2 000 mètres.

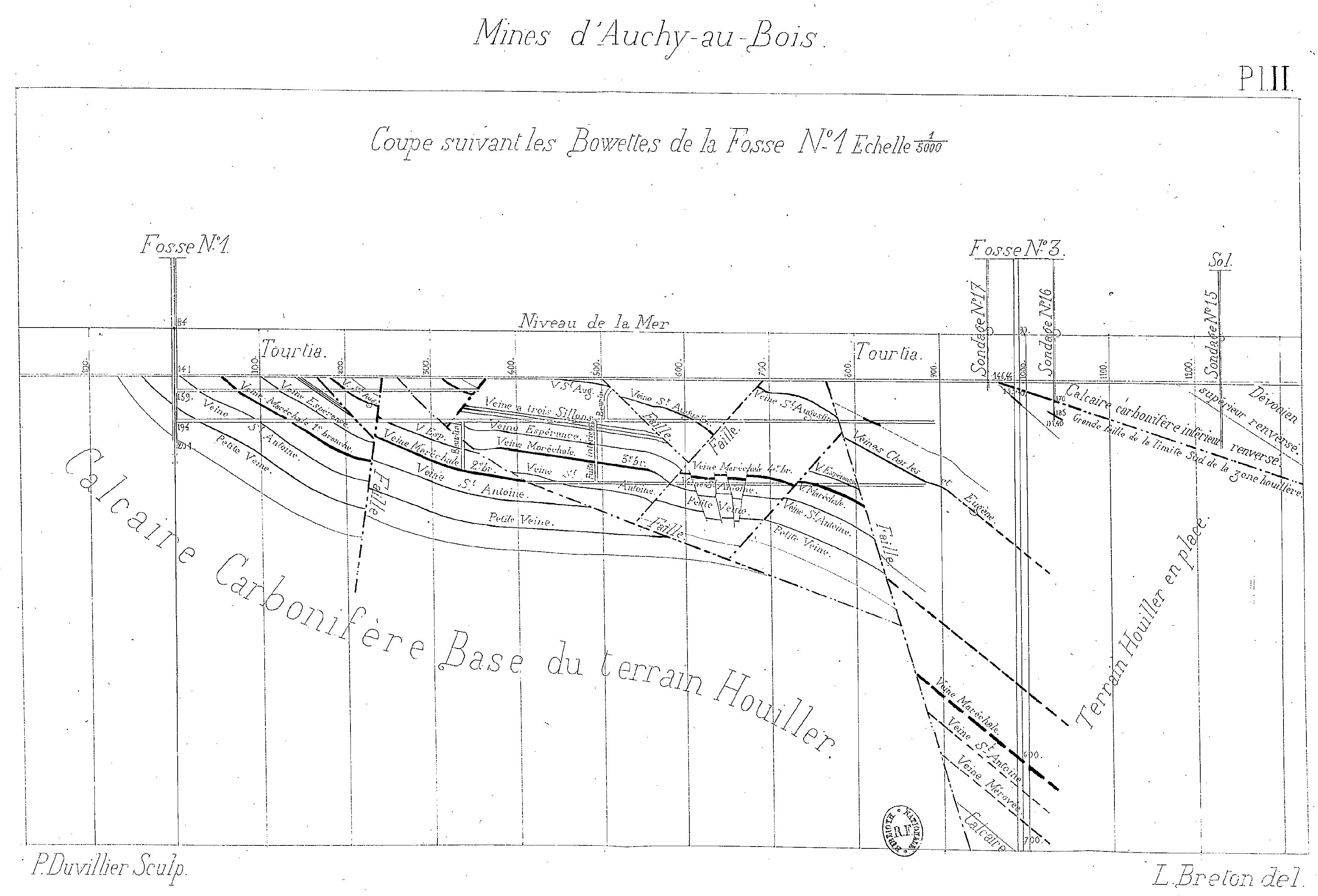
Coupe des terrains passant par les fosses nos 1 et 3.

Par cette comparaison, Ludovic Breton en arrive aux conclusions suivantes : la veine Mérovée, du no 2, n'est autre que la petite veine du no 1 ; la veine Sans Nom et la Passée de dix centimètres sont les veines Saint-Antoine et Méconnue ; la veine Clovis est la veine Maréchale ; la veine Clotilde est la veine Espérance ; les veines Frédégonde, Clotaire et Brunehault sont la veine à trois sillons. Enfin, les veines Turenne et Jean-Bart sont les veines de quarante centimètres et Saint-Augustin. Tout cela dans l'hypothèse que le dépôt houiller a commencé en même temps aux deux fosses nos 1 et 2, pour établir la comparaison entre les couches de houille de ces deux fosses, cette comparaison étant concluante, il peut donc affirmer que l'hypothèse est exacte, et tirer cette conclusion importante, à cause de la différence de niveau des points où le calcaire carbonifère a été touché, que sur la concession d'Auchy-au-Bois (la partie comprise entre les deux fosses), le terrain houiller est en stratification concordante avec le calcaire de la base. En ayant égard au parallélisme, il est possible de tracer sur la coupe de chaque fosse le fond du bassin houiller modifié par les accidents postérieurs. Cette concordance de stratification du calcaire et du terrain houiller, constatée dans la partie comprise entre les deux puits d'Auchy-au-Bois, n'implique pas qu'il en soit ainsi sur toute la longueur du bassin. Ludovic Breton croit, au contraire, qu'avant la formation houillère, la surface carbonifère était bosselée, et pour ce qui est des concessions de l'ouest, telles que Marles, Ferfay, Auchy, il croit que le fond de la mer houillère est incliné vers l'est, de manière qu'à mesure que la formation s'élève, le rivage gagne à l'ouest. À cause de la connaissance d'un plus grand nombre de veines à la fosse no 2, on peut prendre les veines supérieures à la veine Jean-Bart et les tracer sur la coupe de la fosse no 1, supérieures à la veine Saint-Augustin ; elles viennent occuper des positions non explorées et compléter le faisceau. C'est sur la totalité des veines, et dans la meilleure situation pour les exploiter, qu'ont été placées les fosses nos 3 et 4, en creusement lors de la publication du rapport de Ludovic Breton.
Il y a encore bien d'autres conséquences à tirer de cette étude ; les plus frappantes sont premièrement que les failles ou rejets, naturellement postérieurs aux deux formations houillères et du calcaire-carbonifère, affectent le calcaire comme le terrain houiller ; et deuxièmement, qu'il est inutile de chercher des veines exploitables sous les veinules de l'abbraque ; on n'y rencontrera jamais que le calcaire carbonifère, souvent même aquifère.

### Abandon
Les conditions difficiles liées à une méconnaissance du gisement ne permettent pas à la fosse d'être très productive et l'extraction est arrêtée en avril 1881,. Le puits est abandonné en 1884, soit deux ans avant la mise en liquidation de la Compagnie d'Auchy-au-Bois.

### Reconversion
Au début du XXIe siècle, Charbonnages de France matérialise la tête du puits no 1. Le BRGM y effectue des inspections chaque année. Le carreau de fosse est devenu une pâture.

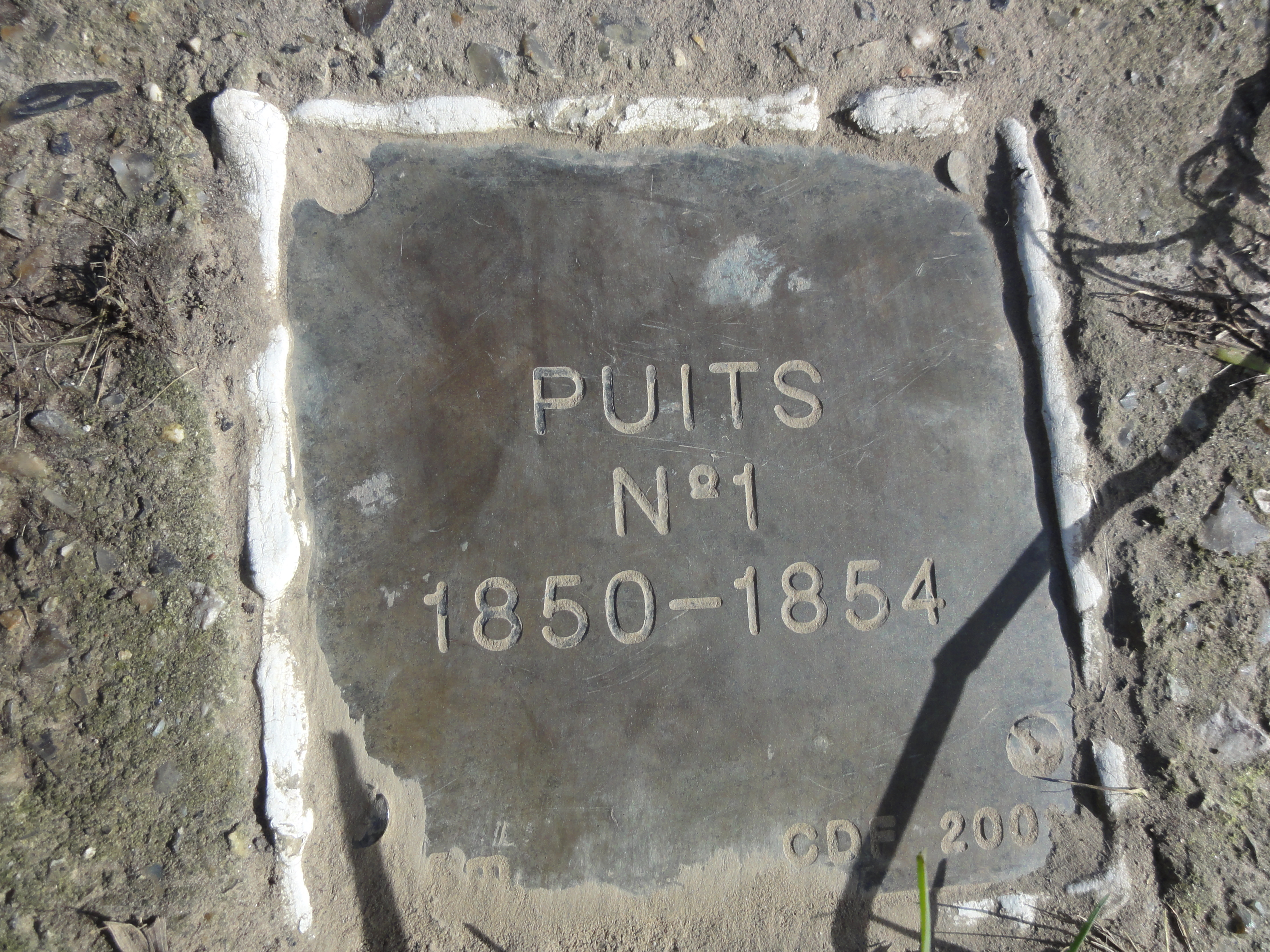
La plaque d'identification.
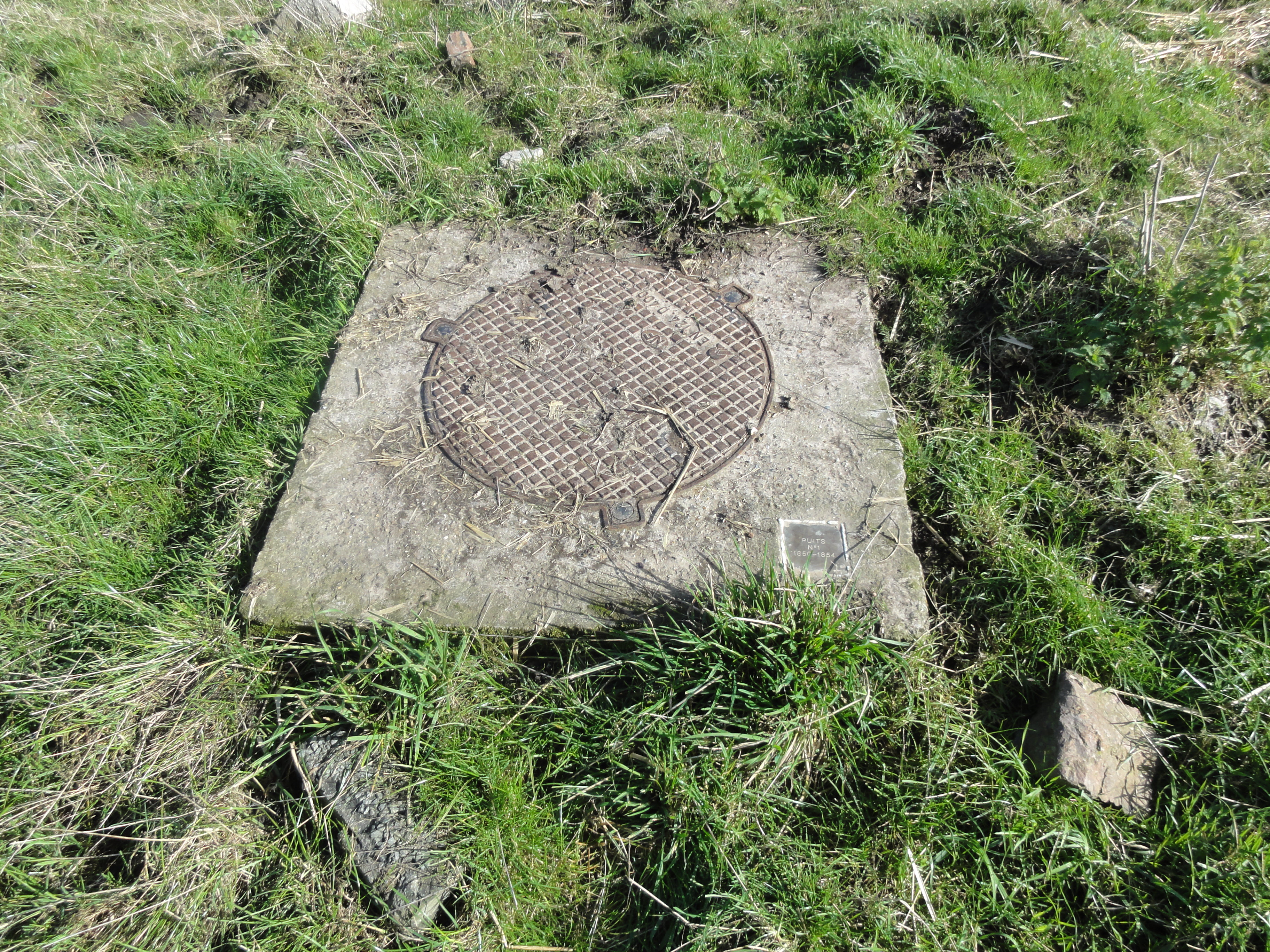
La tête de puits matérialisée.
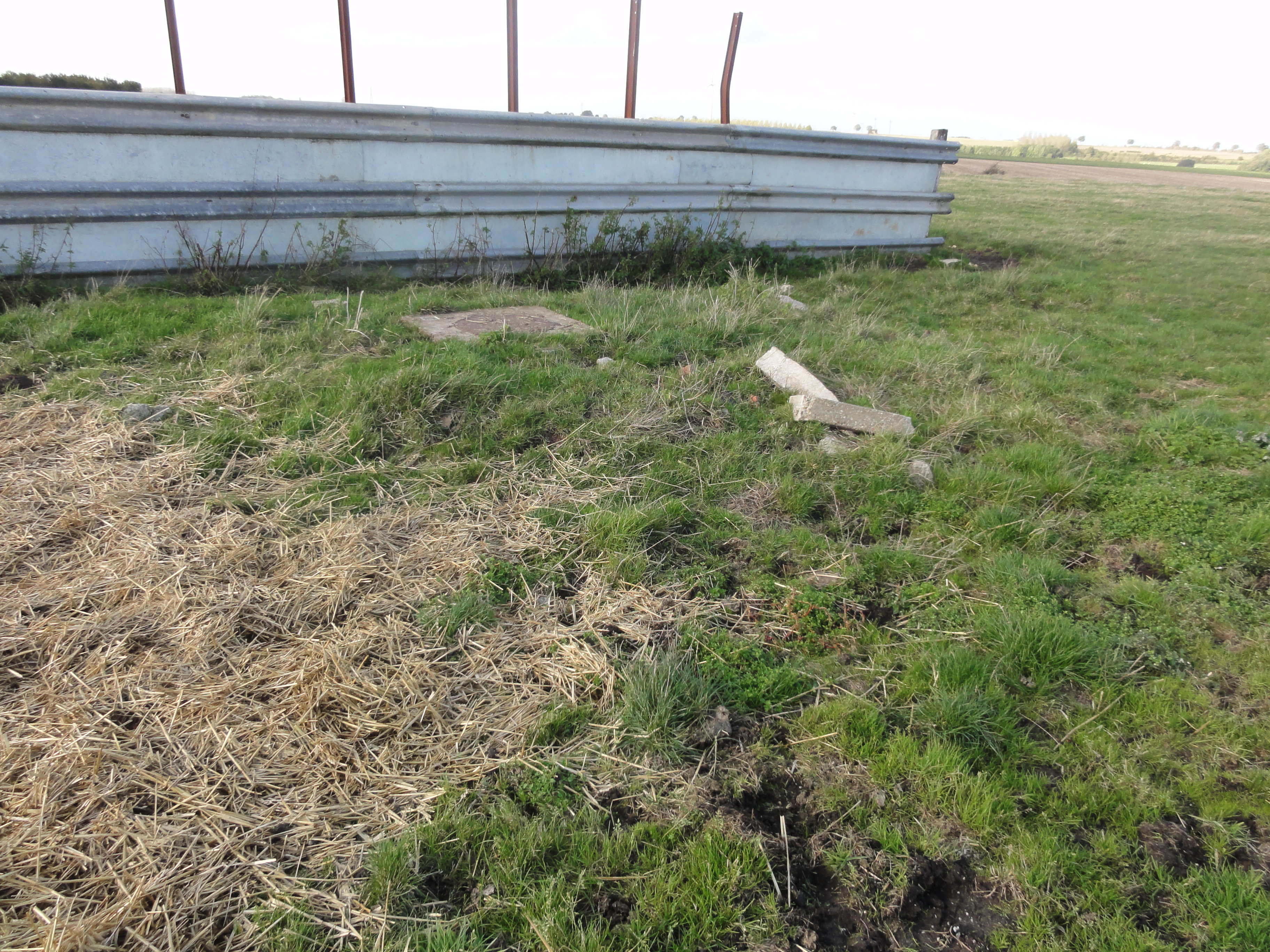
Le puits dans son environnement.
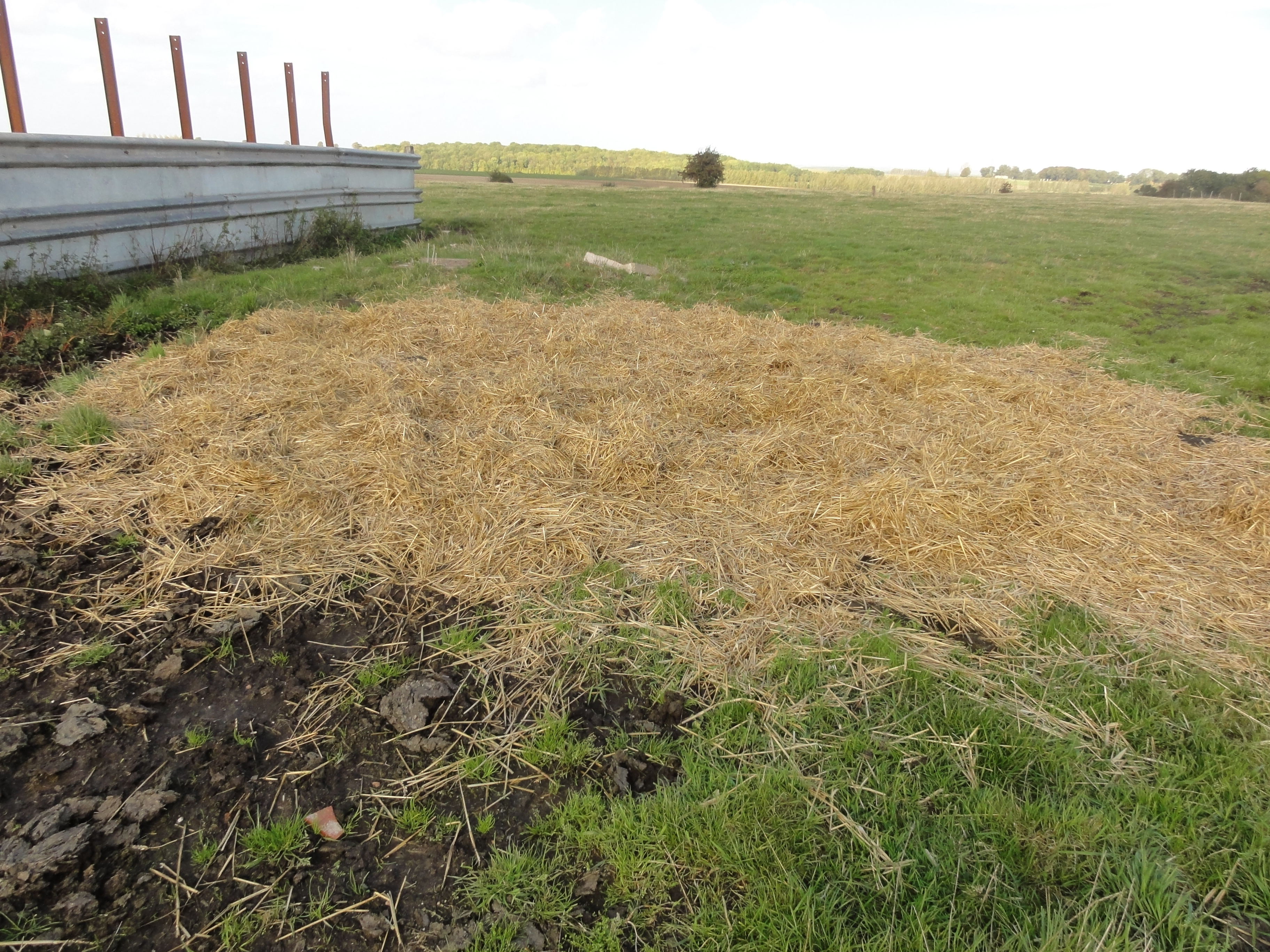
Le puits dans son environnement.
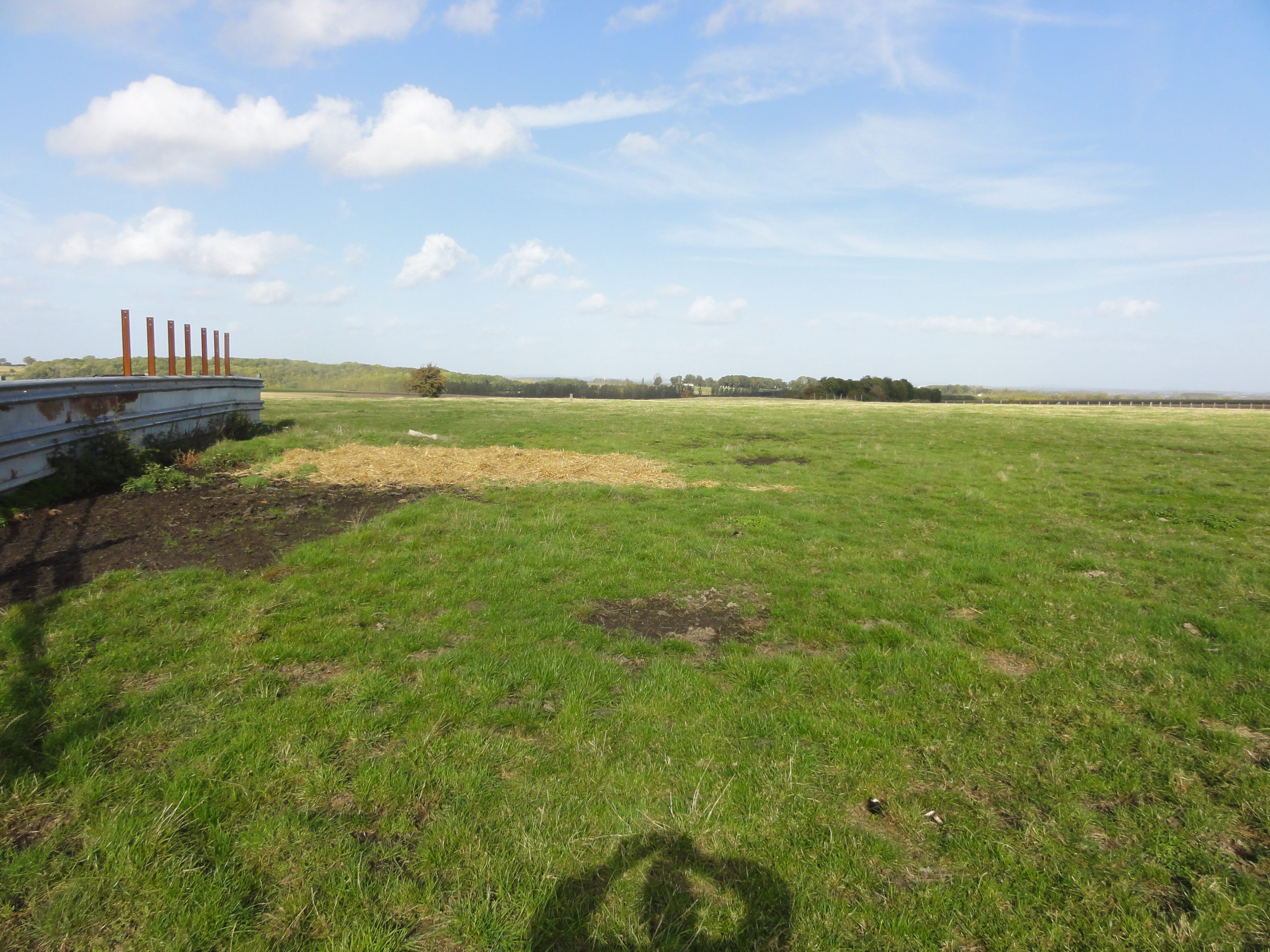
Le puits dans son environnement.
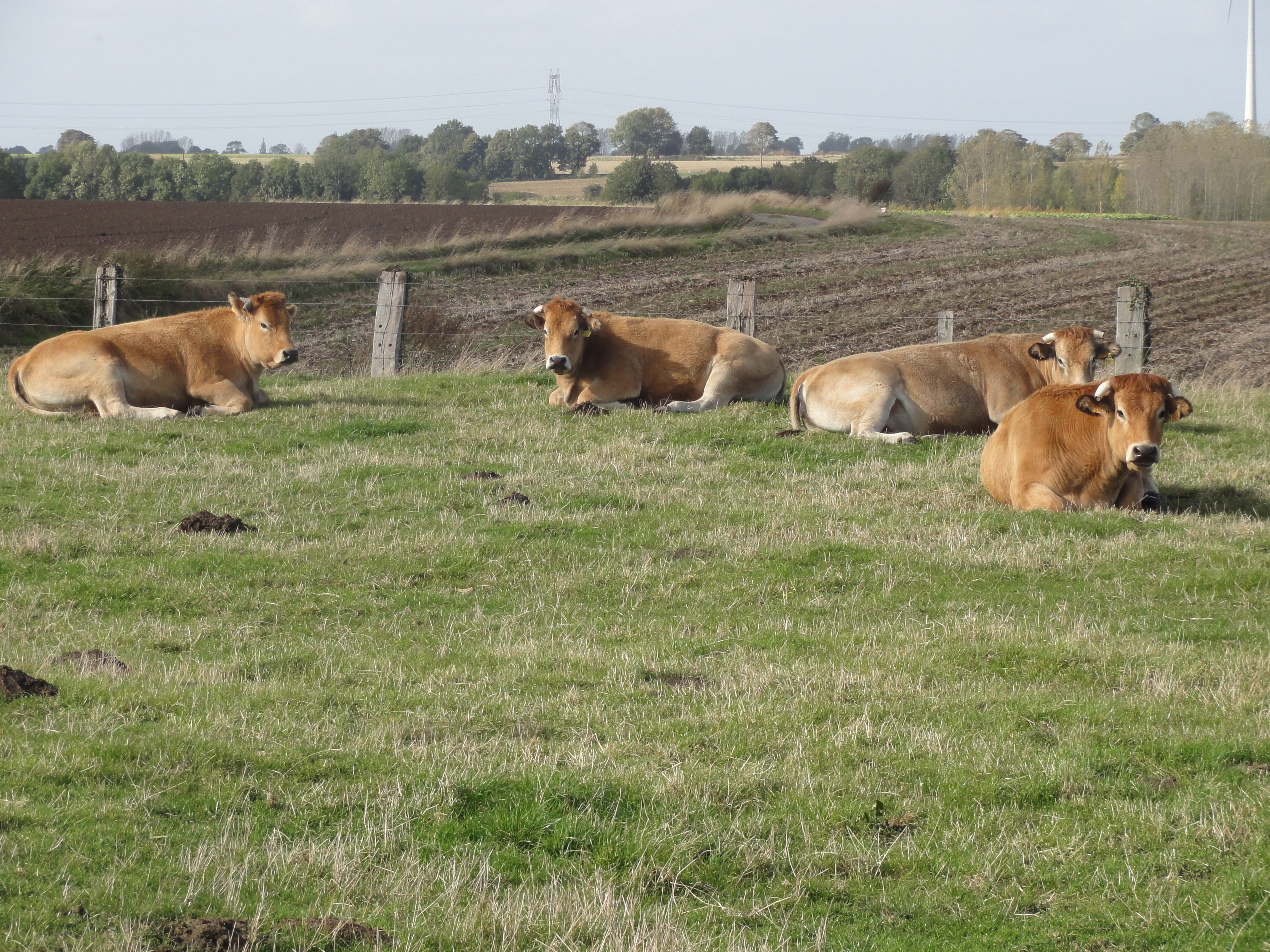
Des vaches.

## Le terril
50° 33′ 07″ N, 2° 23′ 59″ E

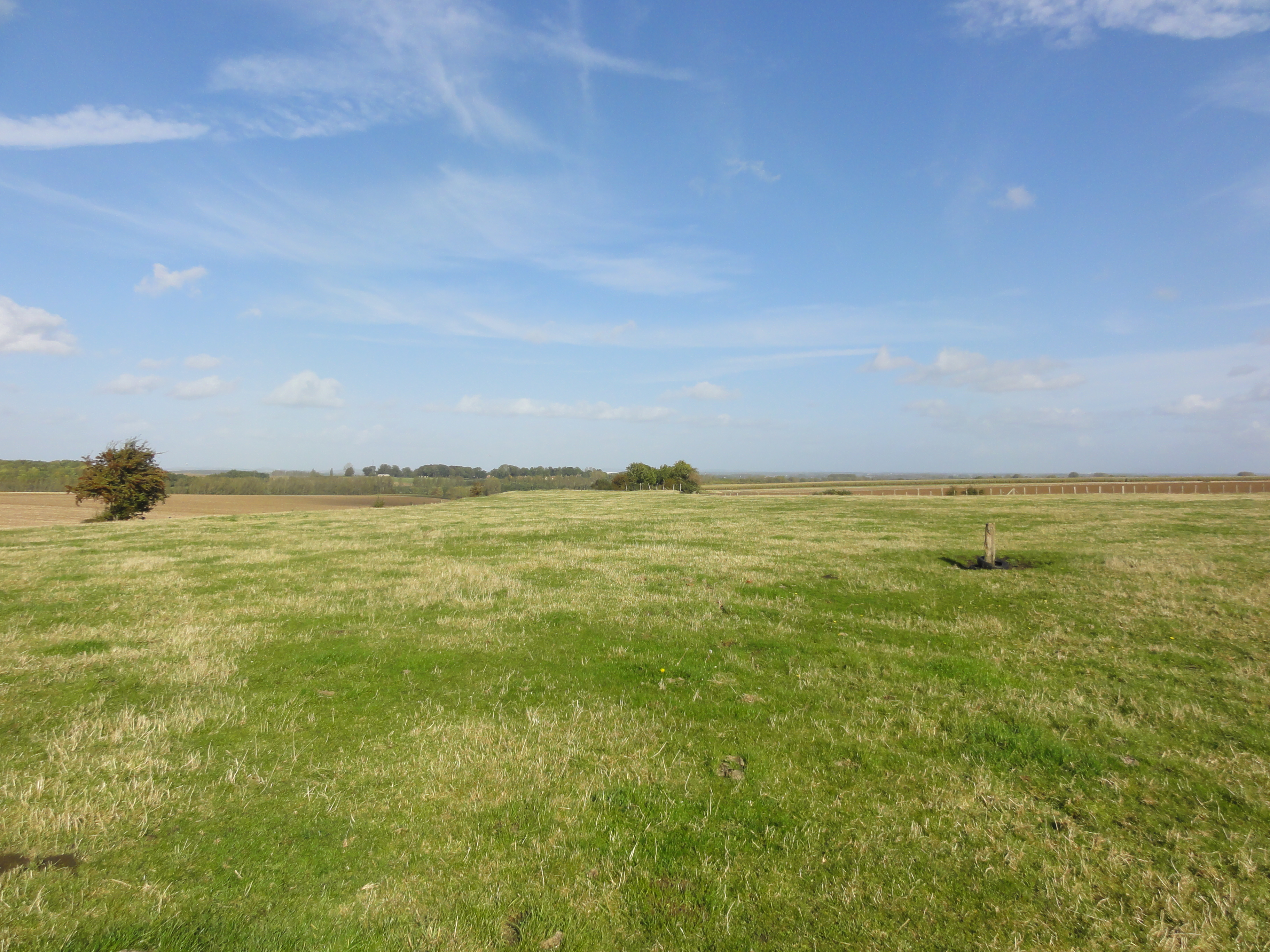
Le terril.

Le terril no 203, Lières, situé à Lières, est le terril de la fosse n° 1. Exploité, il ne subsiste plus que la base du terril, qui n'est pas dissociable des prairies des alentours,.